# Thalassokratie
Eine Thalassokratie (von altgriechisch θάλασσα thálassa „Meer“ und -kratie) ist ein maritim-kommerziell ausgerichteter Staat oder eine Vereinigung von Staaten, die über eine auf der Seemacht beruhende Überlegenheit zur Sicherung ihres Handelsmonopols sowie über eine leistungsfähige Wirtschaft und Handelsflotte verfügt. Der operative Einsatz der Seekriegsmittel zur Erlangung der Seeherrschaft setzt die zentrale Lenkung voraus. Thalassokratien legten seltener Wert darauf, das Landesinnere zu beherrschen.

## Antike
Frühestes historisches Zeugnis ist Herodots Behauptung, dass Kreta unter Minos die „Thalassokratie“ über die Ägäis und das östliche Mittelmeer ausgeübt habe. Auch Thukydides beschreibt eine Thalassokratie des Minos. Daraus wurde eine minoische Thalassokratie abgeleitet, die aber inzwischen von den meisten Forschern angezweifelt wird.
Eusebius von Caesarea nennt in seinem Werk Chronikon verschiedene Völker des östlichen Mittelmeerraumes, die zu dem einen oder anderen Zeitpunkt eine solche Vorherrschaft ausgeübt hätten.
Sowohl Mykener (ab etwa 1450 v. Chr.) als auch Phönizier (ab etwa 900 v. Chr.) und Punier (ab etwa 600 v. Chr.), vermutlich auch Etrusker haben auf Seeherrschaft ausgerichtete Handelsimperien errichtet. Eine Thalassokratie der Antike war Athen während des 1. und 2. Attischen Seebundes ab etwa 480 v. Chr.
Völker, die von der Seefahrt Abstand nahmen oder sich ihr nur zögerlich zuwandten, werden demgegenüber zuweilen als thalassophob charakterisiert.

## Mittelalter
Den Wikingern fehlte zunächst eine zentralisierte staatliche Grundlage, aber Knut der Große herrschte 1035 über ein Nordseereich.
Der Bund der Hansestädte beherrschte die Nord- und Ostsee im Spätmittelalter.
Obwohl kriegerische Konkurrenten hatten die italienischen Seerepubliken, insb. Amalfi, Genua, Pisa und Venedig, gemeinsam eine Thalassokratie über den Handel mit dem Orient.
Im südostasiatischen Raum können das buddhistisch geprägte Srivijaya (7. bis 13. Jahrhundert) und das überwiegend hinduistische Majapahit (13. bis 16. Jahrhundert) als Thalassokratien beschrieben werden. Beide beherrschten wesentliche Teile des Malaiischen Archipels und der umliegenden Seewege. Unklar ist, ob es sich bei ihnen um einheitliche Reiche oder um lockere Zusammenschlüsse kleinerer Staatswesen (vergleichbar der Hanse im Nord- und Ostseeraum) handelte.
Das Portugal unter dem Hause Avis steht bereits für den Übergang zur Neuzeit, als es 1494 mit Spanien im Vertrag von Tordesillas die Erde in zwei Einflussbereiche aufteilte.

## Neuzeit
Anfang des 16. Jahrhunderts hatten Portugal und Spanien die Thalassokratie in ihren Hemisphären, wurden aber bald von anderen europäischen Mächten herausgefordert, bzw. führten dynastische Verbindungen und Teilungen, sowie religiöse Differenzen zu Konflikten innerhalb Europas. Außerhalb beherrschte die westeuropäische Kultur die Weltmeere ab der Schlacht von Lepanto 1571 in der Tradition der italienischen Seerepubliken.
Das Königreich England und die Republik der Vereinigten Niederlande waren die führenden Seemächte im 17. Jahrhundert, mussten aber sogar nach ihrer Vereinigung 1689 weltweit überall Schiffe der französischen Flotte fürchten, d. h. es gab keine eindeutige Seeherrschaft.
Nach der Niederlage Napoleons wurde das Britische Weltreich im 19. Jahrhundert die größte Kolonialmacht der Geschichte. Das wesentliche Machtmittel dazu war die Beherrschung der Seewege. Sein Niedergang begann nach dem Ersten Weltkrieg.
Die USA stiegen im 20. Jahrhundert zur Weltmacht auf. 1914 verfügte die US Navy unter anderem über mehr als 30 Schlachtschiffe und war nach der britischen Royal Navy und der deutschen Kaiserlichen Marine zur drittstärksten Kriegsflotte der Welt herangewachsen.
Beim Angriff der Japaner auf Pearl Harbor zunächst schwer getroffen, hatte die US Navy im Zweiten Weltkrieg im Pazifik maßgeblichen Anteil an der Niederwerfung des japanischen Reiches, insbesondere bei den Kämpfen
1. Schlacht im Korallenmeer,
2. Schlacht um Midway,
3. Island Hopping (deutsch „Inselspringen“), vor allem Saipan, Chuuk und Eniwetok.

Gegen Ende des Zweiten Weltkriegs betrug die Flottengröße der US Navy etwa das Fünffache der britischen Royal Navy (Großbritannien). Der Vorsprung hat sich seitdem kontinuierlich vergrößert.
Die US Navy war 2008 mit 330.478 aktiven Soldaten und 108.576 Reservisten die personalstärkste und kampfkräftigste Marine der Welt und umfasste 287 Schiffe sowie über 3.700 Flugzeuge und Hubschrauber.
Seit Jahren rüstet die Volksrepublik China ihre Volksbefreiungsarmee auf. Die Marine der Volksrepublik China ist eine Teilstreitkraft der Volksbefreiungsarmee. Es gibt zahlreiche Territorialkonflikte im Chinesischen Meer.

## Abweichender Wortgebrauch
Abweichend vom oben genannten Gebrauch wurde der Begriff – auch in der Schreibweise „Thalattokratie“ – auf Zeitabschnitte der Erdgeschichte angewandt, für die eine „Vorherrschaft des Meeres“ angenommen wurde, so für die Kreide, die tatsächlich durch einen weltweit sehr hohen Stand des Meeresspiegels gekennzeichnet war.